# Schrecksee
Le Schrecksee est un lac de haute montagne de Bavière, à 1813 m d'altitude dans les Alpes d'Allgäu.

## Géographie
Le lac se situe dans une vallée délimitée par le Knappenkopf, le Kirchendach et le Kälbelespitze à l'est, le Kastenkopf et le Lahnerkopf au sud, l'Älpelekopf à l'ouest. La vallée s'ouvre vers le nord-ouest. Le lac se trouve entièrement en Bavière, la frontière avec l'Autriche est à 300 m.
Le sentier pour l'atteindre suit la vallée de Hinterstein. Le Schrecksee est sur le Jubiläumsweg, entre le Willersalpe et le Prinz-Luitpold-Haus, ainsi qu'à proximité du refuge de Landsberg.
Le Schrecksee a un barrage d'une hauteur de 8 m pour une centrale hydroélectrique. L'île à l'intérieur est apparue après sa construction.